# Pereslavl-Zalesski
Pereslavl-Zalesski (rus: Переславль-Залесский), antigament conegut com Pereiaslavl-Zalesski, és una ciutat de l'Óblast de Iaroslavl, Rússia, situada a la carretera principal Moscou-Iaroslavl i a la riba sud-est del llac Pleixtxeievo a la desembocadura del riu Trubezh. Població: 41.925 (cens 2010); 43.379 (cens de 2002); 42.331 (cens soviètic de 1989).

## Història
Va ser fundada l'any 1152 per Jordi I de Vladimir com a capital projectada de Zalesie. Els habitants de la ciutat propera de Kleshtxin van ser traslladats a la nova ciutat.
Entre el 1175 i el 1302, Pereslavl va ser la seu d'un principat; el 1302, va ser heretat pel príncep de Moscou després de la mort sense fills del fill de Dmitri de Pereslavl, Ivan. Pereslavl-Zalesski va ser devastat nombroses vegades pels mongols entre mitjans del segle xiii i principis del segle xv. Entre 1611 i 1612, va patir la invasió polonesa.
El 1688-1693, Pere el Gran va construir la seva famosa flotilla divertida al llac Pleixtxeievo per a la seva pròpia diversió, inclosa l'anomenada barca de Pere (botik), que es podria considerar el precursor de la flota russa. El Museu Naval Central, que narra la història de la flota russa, acull actualment aquesta maqueta d'embarcació.
El 1708, la ciutat va passar a formar part de la governació de Moscou.

## Geografia
Pereslavl-Zalesski es troba al sud de l'Óblast de Iaroslavl, prop de la frontera amb l'Óblast de Moscou, 140 km  al nord-est de Moscou, i 123 km  al sud-oest de Iaroslavl.

### Clima
El clima de Pereslavl-Zalesski és continental humit: hiverns llargs, freds i nevats i estius curts, càlids i plujosos. Les temperatures mitjanes oscil·len entre -12°C al gener fins a  +18°C al juliol.

## Estatus administratiu i municipal
En el marc de les divisions administratives, Pereslavl-Zalesski serveix com a centre administratiu del districte de Pereslavski, tot i que no en forma part. Com a divisió administrativa, s'incorpora per separat com a ciutat d'importància oblast de Pereslavl-Zalesski, una unitat administrativa amb l'estatus igual al dels districtes. Com a divisió municipal, la ciutat d'importància oblast de Pereslavl-Zalesski s'incorpora com a districte urbà de Pereslavl-Zalesski.

## Ciència i educació
L'Institut de Sistemes de Programes de l'Acadèmia Russa de Ciències té la seu a la ciutat. Una petita universitat no estatal molt vinculada a l'institut, la Universitat de Pereslavl, va existir entre el 1992 i el 2017, quan va fer fallida i va ser liquidada.

## Atractius i arquitectura
La ciutat forma part de l'Anell d'Or de Rússia. Els monuments de l'arquitectura de l'església inclouen sis convents complexos d'arquitectura i nou esglésies. Els edificis històrics destacats són:
- Catedral del Salvador de pedra blanca (1152–1157)

- Església del Metropolità Pere (1585)

- Monestir de Troitse-Danilov (segles XVI-XVIII)

- Monestir Nikitski (segles XVI-XIX)

- Monestir de Feodorovski (segles XVI-XIX)

- Monestir de Goritski (segles XVII-XVIII)

Museu i exposicions

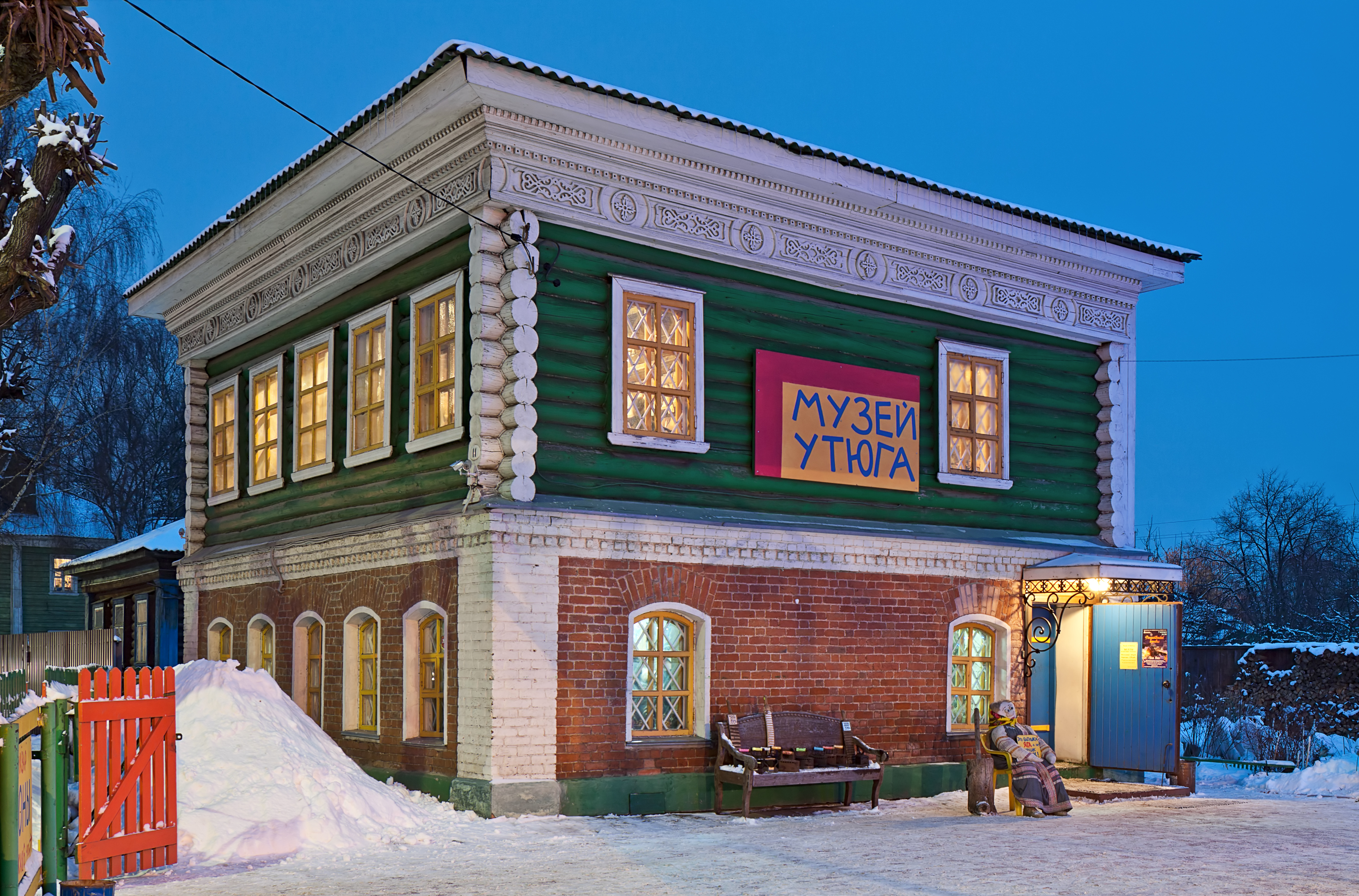
Museu del ferro a Pereslavl

- Museu-Reserva de Pereslavl-Zalesski (al monestir de Goritski)

- Museu-Estat La Barqueta de Pere el Gran

- Arborètum de Pereslavl

- Museu de Planxes

- El Museu de les Calderes

- El Museu de les Màquines de Vapor

El complex de Kleshchin, un monument arqueològic, es troba a uns  2 km de la ciutat pròpiament dita. Els moviments de terres originals (que encara són força importants) de la muralla que envoltava originàriament la població encara es mantenen aquí, per aquestes estructures defensives es pot caminar. Igual que les porcions si la carretera original que hi havia a la seva base.
La ciutat es troba a la vora del llac Pleixtxeievo, un gran llac que atrau turistes durant tota la temporada. El kitesurf és especialment popular, igual que el càmping.

## Persones notables

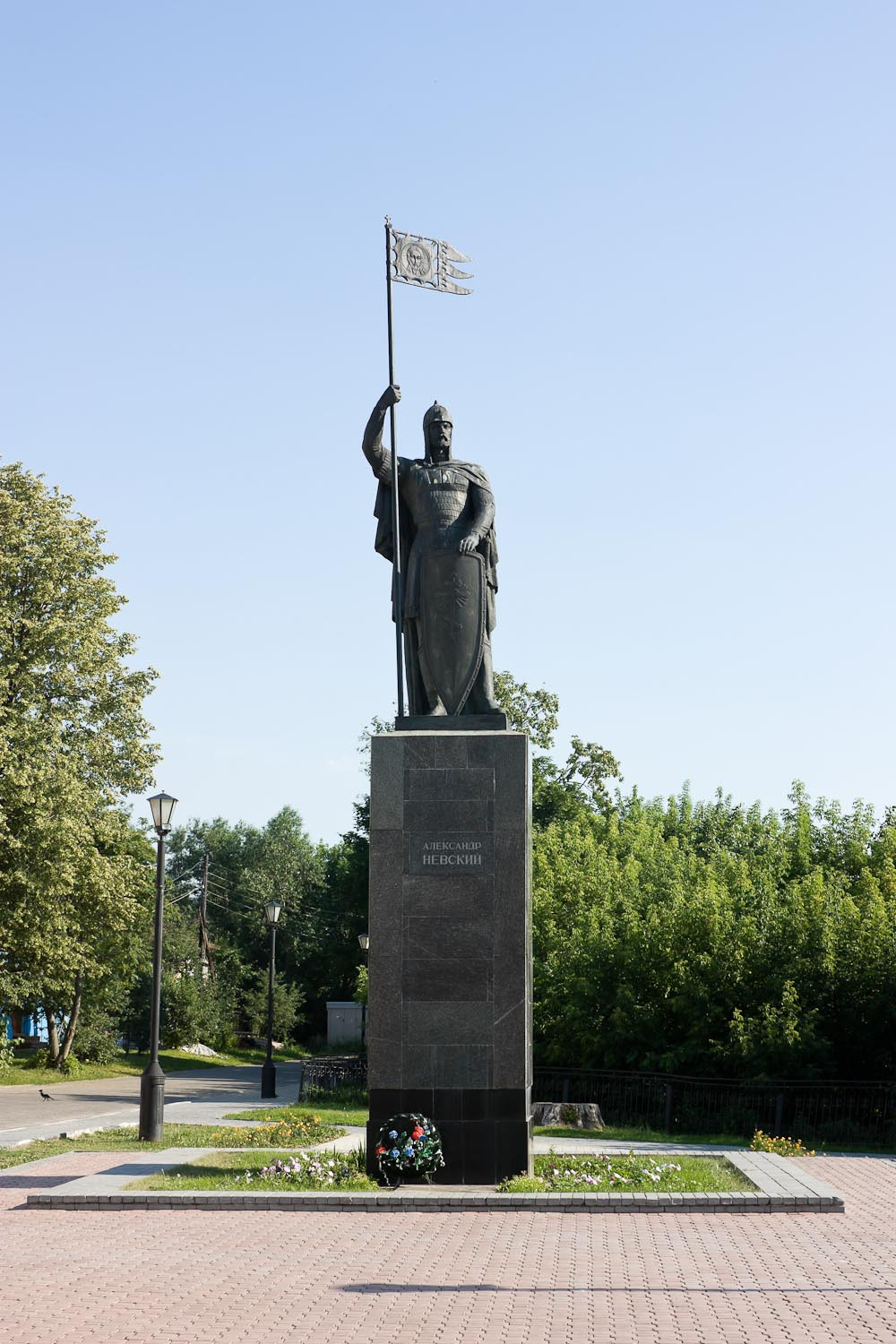
Estàtua d'Alexandre Nevski a Gorodets

- Nicetas Estilites, (??-1186) un sant rus del segle XII que va fundar el monestir de Sant Niceta

- Alexandre Nevski, (1221–1263) príncep i sant.

- Pavel Kolendas, (1820-??) retratista rus

- Dmitri Mirimanoff (1861–1945), matemàtic, va contribuir a la teoria axiomàtica de conjunts

- Dmitri Kardovski, (1866–1943) artista, il·lustrador i escenògraf.

- Leonid Kurchevski, (1890–1937 o 1939) dissenyador d'armes rus/soviètic.

- Mikhail Koshkin, (1898–1940) va dissenyar el tanc T-34

- Alexander Petrov, (nascut el 1987) actor

## Galeria

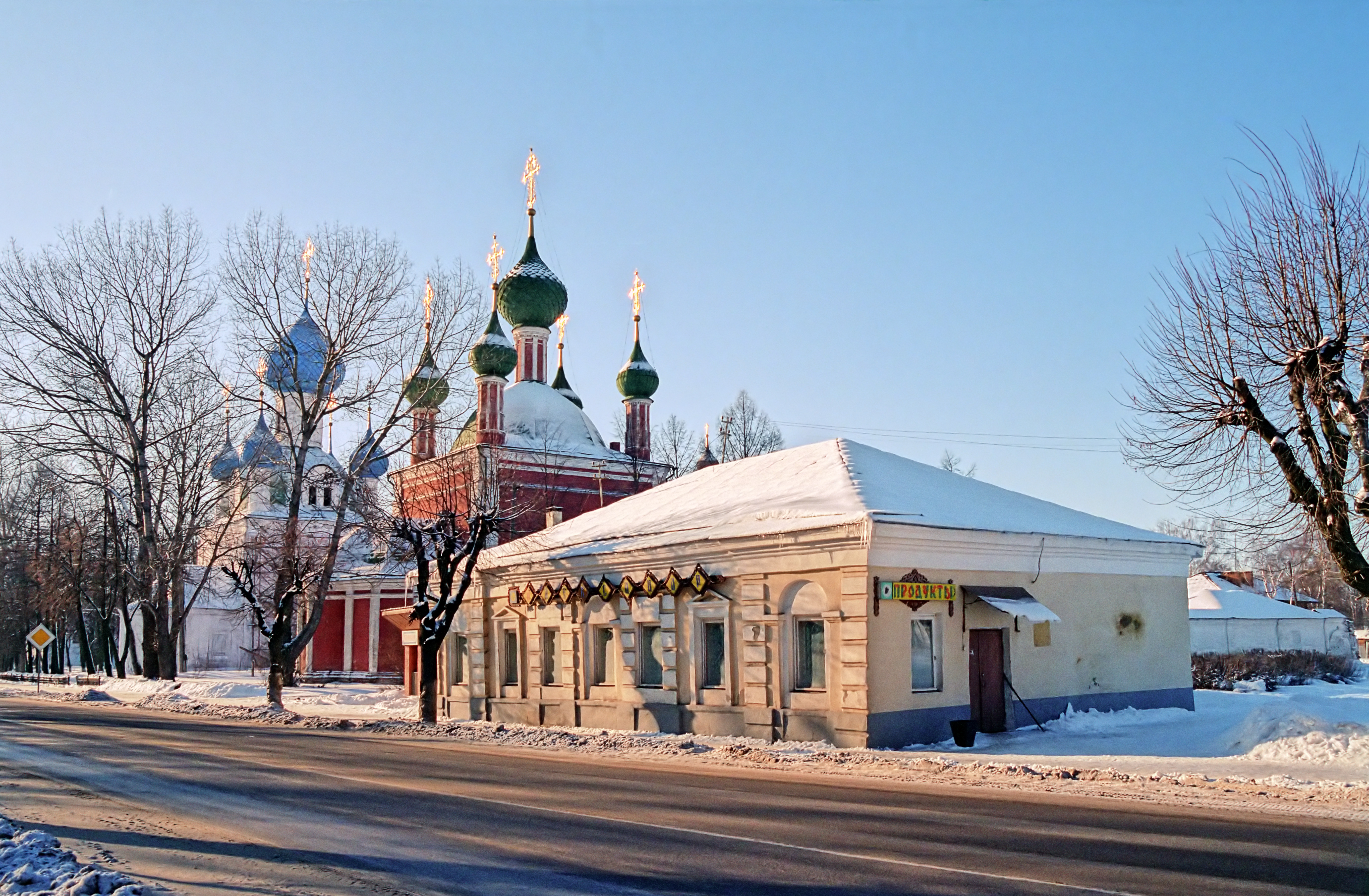
Carrer Sovetskaia
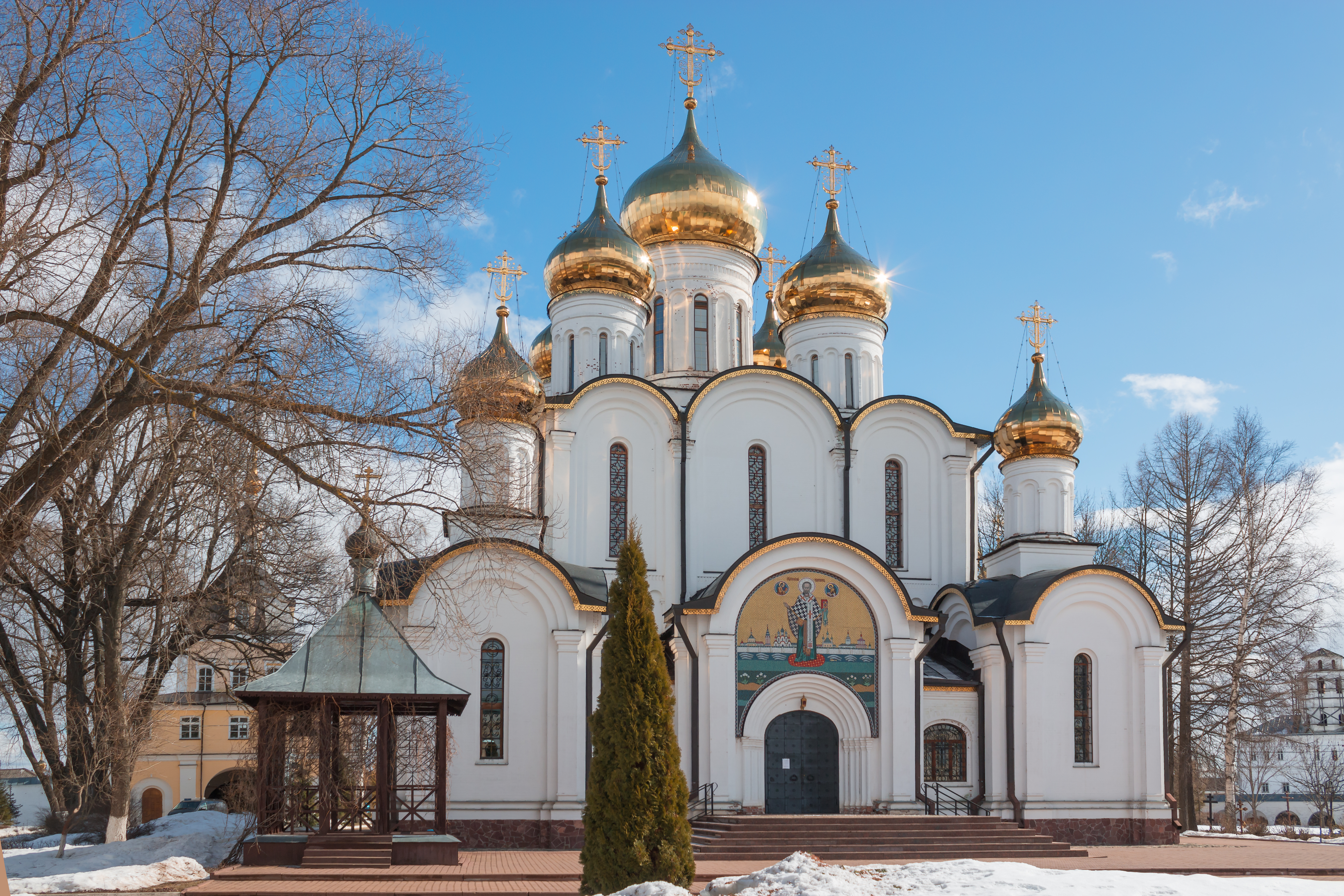
El monestir de Sant Nicolau va ser construït al segle xiv
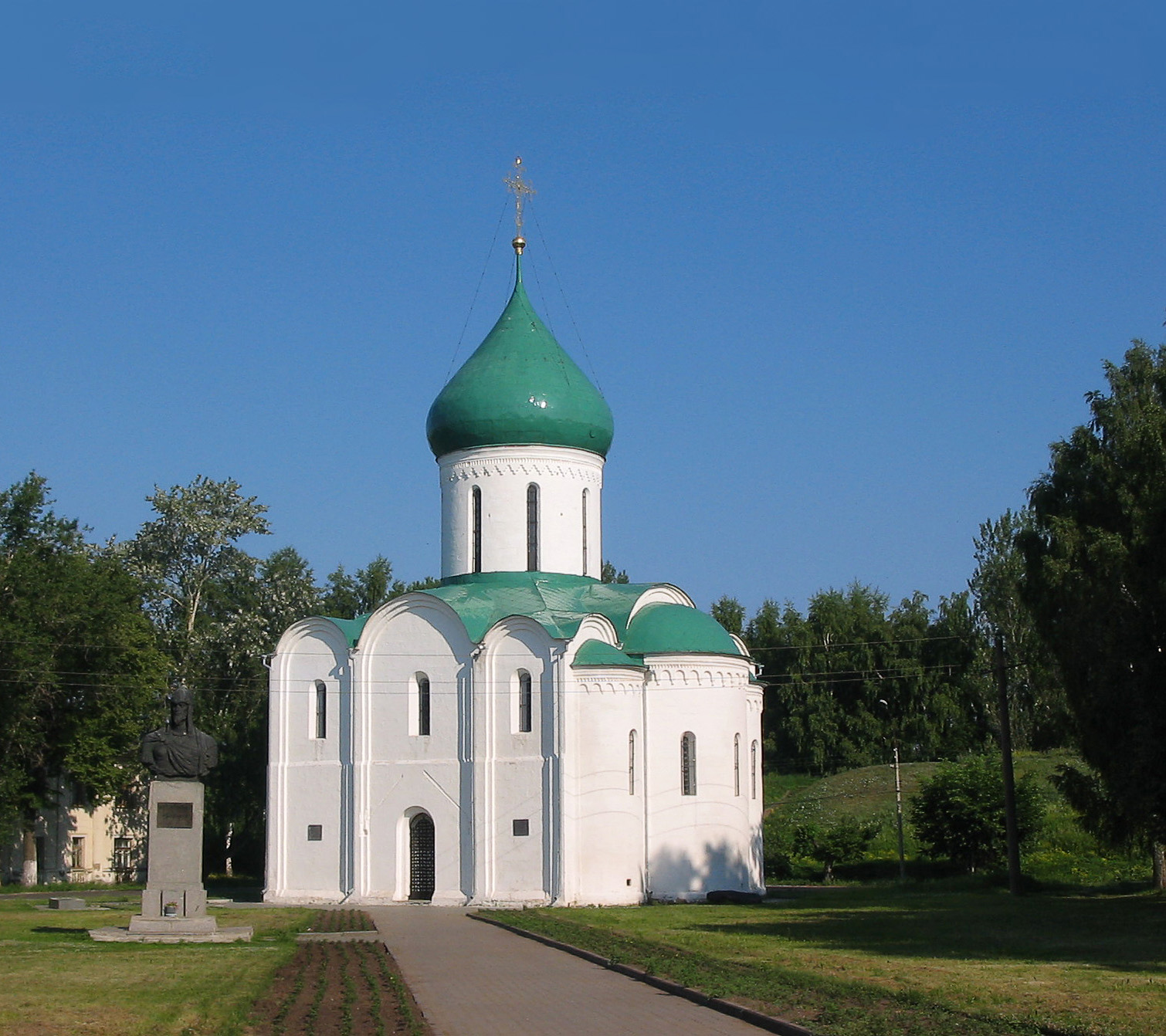
Catedral del Salvador (1152–1157)
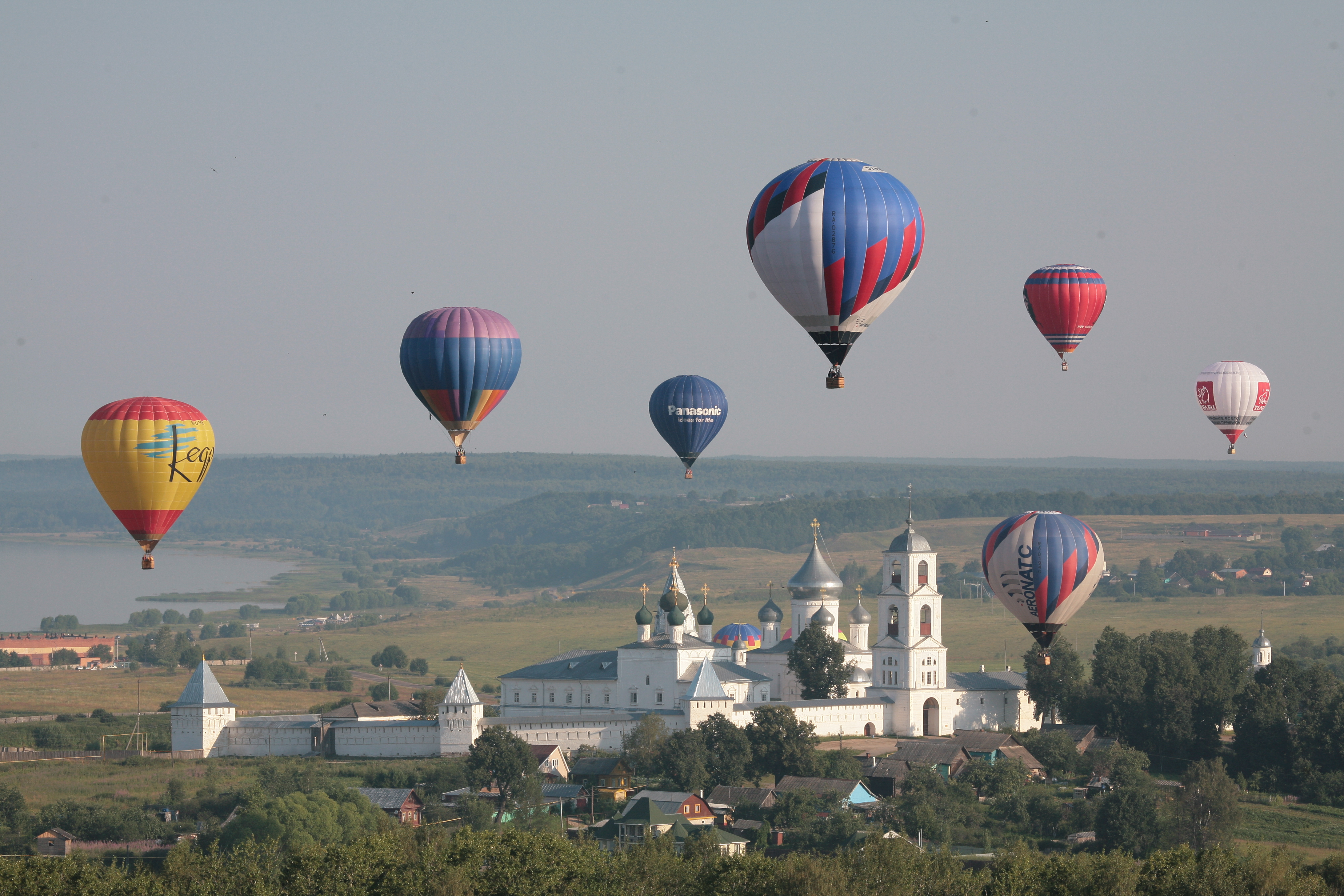
Festival d'aeronàutica sobre el monestir de Nikitski